# Agua Bendita, Timilpan
Agua Bendita är en ort i Mexiko.   Den ligger i kommunen Timilpan och delstaten Mexiko, i den sydöstra delen av landet, 80 km nordväst om huvudstaden Mexico City. Agua Bendita ligger 2 708 meter över havet och antalet invånare är 160.
Terrängen runt Agua Bendita är kuperad åt sydväst, men åt nordost är den platt. Runt Agua Bendita är det ganska tätbefolkat, med 80 invånare per kvadratkilometer. Närmaste större samhälle är Atlacomulco, 18,1 km väster om Agua Bendita. I omgivningarna runt Agua Bendita växer huvudsakligen savannskog.